# Salut l'artiste
Salut l'artiste is een Franse film van Yves Robert die werd uitgebracht in 1973.
Deze film is Yves Roberts eerbetoon aan alle tweede en derde plansacteurs en figuranten die achter hun gage of de rol van hun leven aanlopen en zo te allen prijze hopen door te breken.

## Samenvatting
Nicolas is een acteur zonder veel geld die op veertigjarige leeftijd nog altijd op de grote doorbraak wacht. Om te overleven speelt hij kleine rolletjes in onbeduidende films en toneelstukken of in reclamespots. Hij neemt alles aan wat maar een beetje vergoed wordt. Zo is hij in de weer van 's morgens tot 's avonds laat zodat er niet veel tijd overblijft voor zijn privéleven. Zijn minnares Peggy voelt zich meer en meer alleen en verwaarloosd en zijn vrouw van wie hij nooit gescheiden is verwacht een kind van een andere man ...

## Rolverdeling
| Acteur                    | Personage                            |
| ------------------------- | ------------------------------------ |
| Marcello Mastroianni      | Nicolas Montei                       |
| Jean Rochefort            | Clément, acteur en zijn beste vriend |
| Françoise Fabian          | Peggy, zijn minnares                 |
| Carla Gravina             | Elisabeth Montei, zijn vrouw         |
| Dominique De Keuchel      | Rodrigue Montei                      |
| Pierre Barletta           | Louis Montei                         |
| Evelyne Buyle             | 'Bérénice', actrice                  |
| Tania Balachova           | mevrouw Gromoff                      |
| Maurice Barrier           | René, een acteur                     |
| Georges Staquet           | Charles, een figurant                |
| Lise Delamare             | Lucienne, een actrice                |
| Yves Robert               | de toneelregisseur                   |
| Simone Paris              | theaterdirectrice                    |
| Xavier Gélin              | Zeller, een jonge cineast            |
| Bernadette Robert         | een vriend van Clément               |
| Pierre-Jacques Moncorbier | Simon, een acteur en machinist       |
| Maurice Risch             | een fotograaf                        |
| Sylvie Joly               | de vrouw van de fotograaf            |
| Max Vialle                | de baas van het cabaret 'Le Sexy'    |
| Hélène Vallier            | de scriptgirl in Versailles          |
| Gérard Sire               | de cineast in Versailles             |
| Louise Chevalier          | mevrouw Etchegaraï, accessoiriste    |
| Robert Dalban             | de hotelreceptionist                 |
| Gérard Jugnot             | een technicus                        |